# Millerton, Pennsylvania
Millerton är en så kallad census-designated place i Tioga County i Pennsylvania. Vid 2020 års folkräkning hade Millerton 318 invånare.